# Костел Святого Станіслава Єпископа (Дунаїв)
Костел Святого Станіслава Єпископа — чинний костел у Ду́наєві Львівського району Львівської області. З 1424 року Дунаїв був містом, літньою резиденцією архієпископів Львівської архідієцезії.

## Парафія

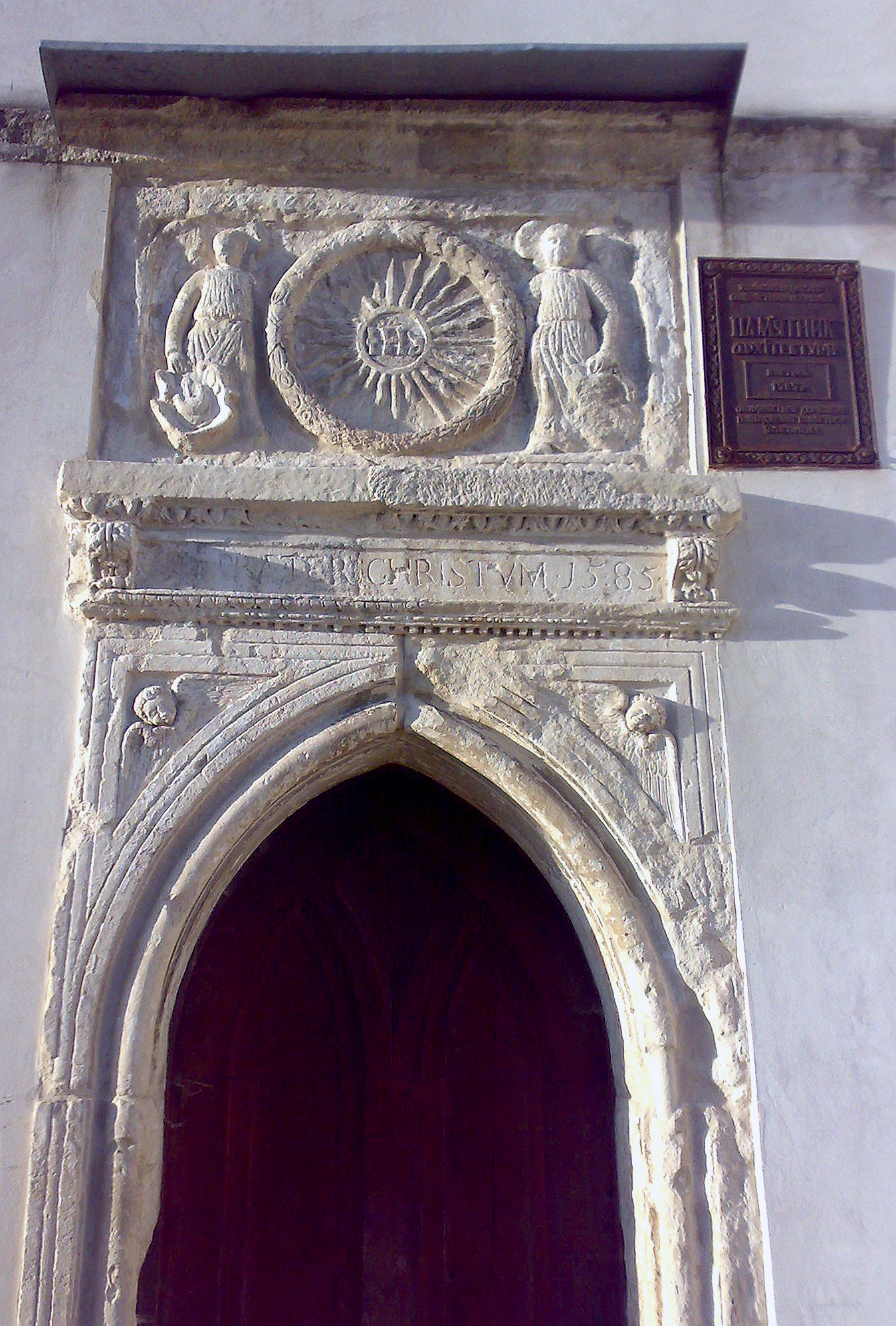
Бічний портал з датою 1585

Перша згадка про Дунаїв походить з 1386 року. Існує припущення Т. Трайдоса, що вже 1387 року король Владислав II Ягайло передав поселення галицьким митрополитам РКЦ. На 1404 рік Дунаєвом володів архієпископ Якуб Стрепа і 1424 Владислав ІІ надав привілей на магдебургію для архієпископа Яна Жешовського.
Перша згадка про парафію РКЦ відноситься до 1485, коли архієпископ Ян «Вонтробка» Стшелєцкі встановив при парафії препозитуру, що підтверджували архієпископи 1514, 1575. У декотрих документах пробоство дунаєвське визнавали за каноніками львівської катедри. З 1593 було створено Дунаївський деканат РКЦ, до якого відносили 9-12 парафій, зокрема Бережани, Підгайці, Глиняни, Гологори, Поморяни, Білий Камінь, Золочів. 1787 року Золочівсько-Дунаївський деканат ліквідували і Дунаїв відійшов до Бережанського деканату. На ХІХ ст. до дунаївської парафії належало 11 селищ, з яких на 1939 залишилось шість.
При парафії існували братства вбогих (кінець XV ст.), Св. Анни (1709), вервечкове (1733). У XV ст. згадувались шпиталь, школа, які 1766 року вже були відсутні. До парафії відносилась замкова каплиця резиденції архієпископів.

## Костел

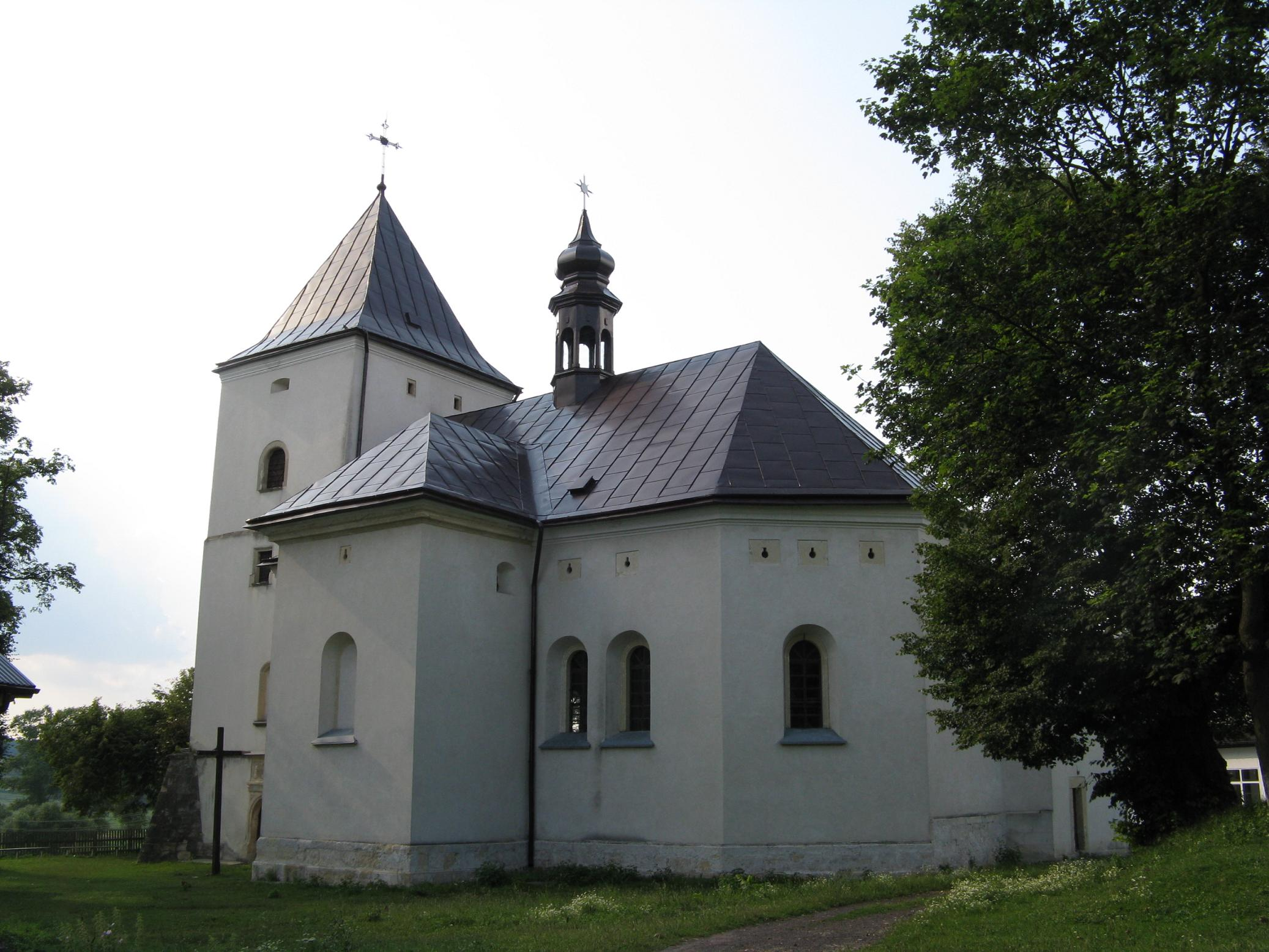
Вигляд на костел ззаду. Видно бійниці по його периметру. 2010

З XV ст. існував дерев'яний костел. Час будівництва мурованого оборонного костелу невідомий. Пізньоготичний костел стоїть на пагорбі над дорогою до Перемишлян, неподалік колишньої ринкової площі. З північної сторони від нього проходив міський вал, а напроти за забудовою стояв замок архієпископів. Храм збудували з каміння у формі хреста. Двопрясловий неф рівна по ширині однопрясловій апсиді і трансепту, рамена якого утворюють каплиці — південну Матері Божої Болісної і північну Ісуса Розіп'ятого. До нефу прилягає п'ятиярусна вежа-дзвіниця з входом і присінком внизу, хором на другому ярусі. На рівні першого ярусу наріжники вежі посилені скошеними контрфорсами. До апсиди з півночі прибудоване прямокутне захристя з присінком, скарбницею. Стіни навколо апсиди розчленовані пілястрами з капітелями. Над середхрестям розміщена сигнатурка. Після перебудов збереглись замуровані проходи з готичними стрілчастими арками. Західний і південний входи до вежі зберегли кам'яні портали, на одному з яких збереглась дата 1585. Вони носять певні ренесансні елементи. По периметру костелу у піддашші збережені обернені ключові бійниці.
Існує декілька гіпотез щодо часу його будівництва. За поширеною гіпотезою його збудував архієпископ Ян Димітр Соліковський (1582–1603), який у звіті до Ватикану 1595 p. писав, що він власним коштом збудував костел, що підтверджував Томаш Піравський у своїй праці 1615. Александер Чоловський, Богдан Януш на основі форми прорізів вікон, дверей писали про більш раннє походження храму, який Сєраковський відновив чи перебудував. Це гіпотеза неодноразово фігурувала у пізніших виданнях, зокрема у статті в «Памятники градостроительства и архитектуры Украинской ССР». Дунаївському священику Станіславу Бжежанському (1688–1698) архієпископ Константій Ліпський доручив відбудувати костел, випадково спалений солдатами. Пізніше після двох пожеж його відновив 1724 року архієпископ Ян Скарбек. 1735 року до правого вівтаря після вивчення спеціальною комісією урочисто помістили образ Матері Божої Болісної, яким володів міщанин Дунаєва і який почав сльозоточити. 1738 p. до протилеглої каплиці вервечкового братства помістили образ Розіп'ятого Ісуса, що почав кровоточити. Біля обох образів архієпископ Миколай Вижицький наказав встановити пам'ятні мармурові таблиці. На вівтарі каплиці Ісуса Розіп'ятого знаходився його герб Осморог, що мало б бути свідченням його фундації. 1742 року з нагоди фундації Вижицьким Хресної Дороги помістили пам'ятну таблицю у костелі, який тоді ж за кошти архієпископа прикрасили фресками. Їх автора відносять до школи Бенедикта Мазуркевича, що працював у Львові. 1756 року в каплиці Матері Бгожої Болісної встановили пам'ятну таблицю з нагоди фундації Вижицьким костелу 6000 флоринів з свого маєтку Соколів. За це в костелі належало проводити богослужіння за душу архієпископа і його сестер Єви Мочинської і Людвіки Шембек. До 1766 тинк на стінах усього костелу збили задля виконання нових розписів, які, ймовірно, виконав Антоніо Тавелліо. Він розписував палац у Дунаєві, покої Вацлава Сераковського у Львові. Залишили лише розписи Вижицького на склепінні. При візитації архієпископа В. Сераковського було описано намальований на стіні головний вівтар з розміщеним у срібній рамі в стіні образом Матері Божої з Дитям. У каплицях стояли старі дерев'яні вівтарі. На хорах знаходився зіпсований органчик. У дзвіниці знаходились дзвони «св. Станіслав», «Св. Ян Непомук», «Св. Тереза» у сигнатурці. 11 травня 1766 В. Сєраковський консекрував костел, на згадку про що розмістили чергову пам'ятну таблицю. Через кілька днів він підписав декрет з вказівками перенесення епітафій, виконання декотрих нових елементів спорядження храму. Костел 1896 пошкодила пожежа, після чого дах покрили металевими листами. До 1907 відновили головний вівтар, фрески у апсиді, а 1909 Леонард Вінтеровський наново розписав наву. Відновлення завершили лише 1912 року.
При візитації 1820 зазначено наявність 3 вівтарів — головний фресковий з 4 дерев'яними різьбами святих, бічними дерев'яними. У костелі не було срібних прикрас, вотів, реквізованих австрійцями. У 1878 відновили і позолотили вівтарі, причому головний вже був дерев'яним.
В час боїв Першої світової війни кулі пошкодили дах, склепіння костелу, дзвони були реквізовані російським військом. У міжвоєнний час було проведено відновлення будівлі. куплено новий дзвін. Останній священик Казимир Лозинський помер 1946, через що невідома доля майна костелу. У післявоєнний час він стояв зачиненим, а через пошкоджений дах відбулось замокання ділянок фресок на склепіннях, стінах. Костел закрили 1948. На початку 1990-х років костел передали віруючим РКЦ і у 1992–2003 провели роботи по його відновленні. Костел перебуває під опікою священиків з парафії Пресвятої Трійці у Поморянах Золочівського району.